# Paul-Marie-Henri Laporte
Paul-Marie-Henri Laporte, francoski general, * 1878, † 1967.